# Уманец, Юрий Иванович
Юрий Иванович Уманец (род.  6 июня 1936, совхоз имени Яковлева, теперь Курской области, Российская Федерация) — украинский деятель, стропальщик Херсонского судостроительного завода. Народный депутат Украины 1-го созыва.

## Биография
Родился в семье рабочего. Образование среднее.
В 1952-1956 годах — ученик слесаря, слесарь цеха № 9 Херсонского судостроительного завода.
В 1956-1958 годах — служба в Советской армии.
С 1958 года — слесарь, свердлувальник, крановщик, стропальщик Херсонского судостроительного завода (производственного объединения имени 60-летия ВЛКСМ).
Член КПСС с 1966 по 1991 год.
18.03.1990 избран народным депутатом Украины, 2-й тур 43,94% голосов, 11 претендентов. Входил в группу «Согласие-Центр». Член Комиссии ВР Украины по вопросам государственного суверенитета, межреспубликанских и межнациональных отношений.
Потом — на пенсии.